# Eleutheroschizon duboscqi
Eleutheroschizon duboscqi is een soort in de taxonomische indeling van de Myzozoa, een stam van microscopische parasitaire dieren. Het organisme komt uit het geslacht Eleutheroschizon en behoort tot de familie Eleutheroschizonidae. Eleutheroschizon duboscqi werd in 1906 ontdekt door Brasil.